# Mijas
Mijas település Spanyolországban, Málaga tartományban. Mijas Alhaurín el Grande, Alhaurín de la Torre, Marbella, Fuengirola, Ojén, Coín és Benalmádena községekkel határos. Lakosainak száma 93 302 fő (2024).

## Népesség
A település népessége az elmúlt években az alábbi módon változott:
| Lakosok száma | 44 741 | 52 573 | 64 288 | 73 787 | 82 124 | 77 521 | 77 151 | 82 742 | 89 502 | 93 302 |
|               | 2001   | 2004   | 2007   | 2009   | 2012   | 2014   | 2017   | 2019   | 2022   | 2024   |